# Fenstersteuer
Die Fenstersteuer war eine Steuerart, die ein Eigentümer auf die zu seinem Wohnraum gehörenden Fenster zu zahlen hatte.
Es gab sie in England von 1696 bis 1851, eingeführt als Ersatz der Herdsteuer, zu deren Erhebung der Steuerbeamte das jeweilige Haus hatte betreten müssen, in Frankreich ab dem 24. November 1798 (4. Frimaire VII) gut 100 Jahre lang als Tür- und Fenstersteuer (jährlicher Ertrag etwa 60 Millionen Francs), in den Niederlanden von 1821 bis 1896 als Teil der Personalsteuer und in Spanien bis 1910.

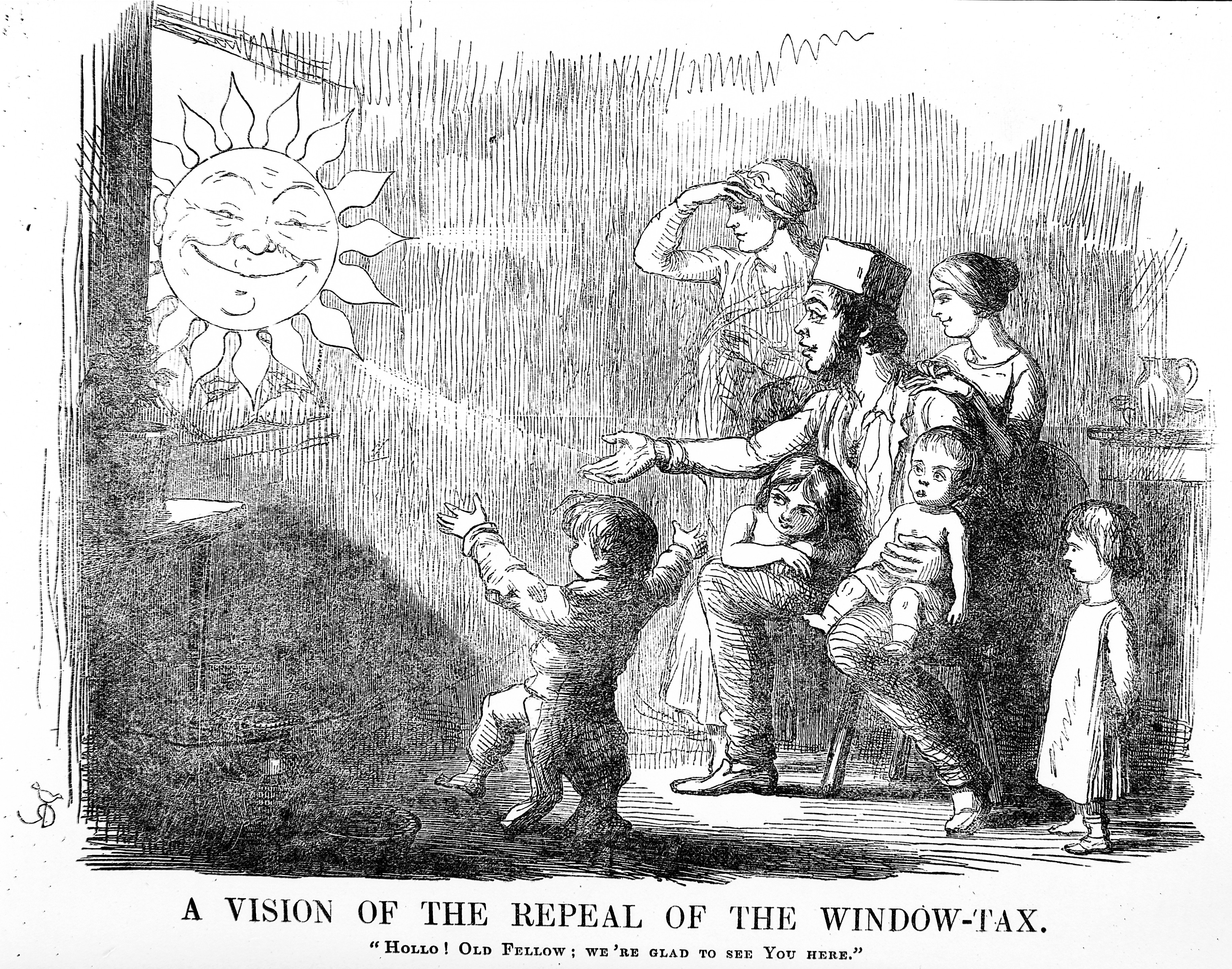
Englische Karikatur zur Aufhebung der Fenstersteuer aus der Zeitschrift „Punch“

## England

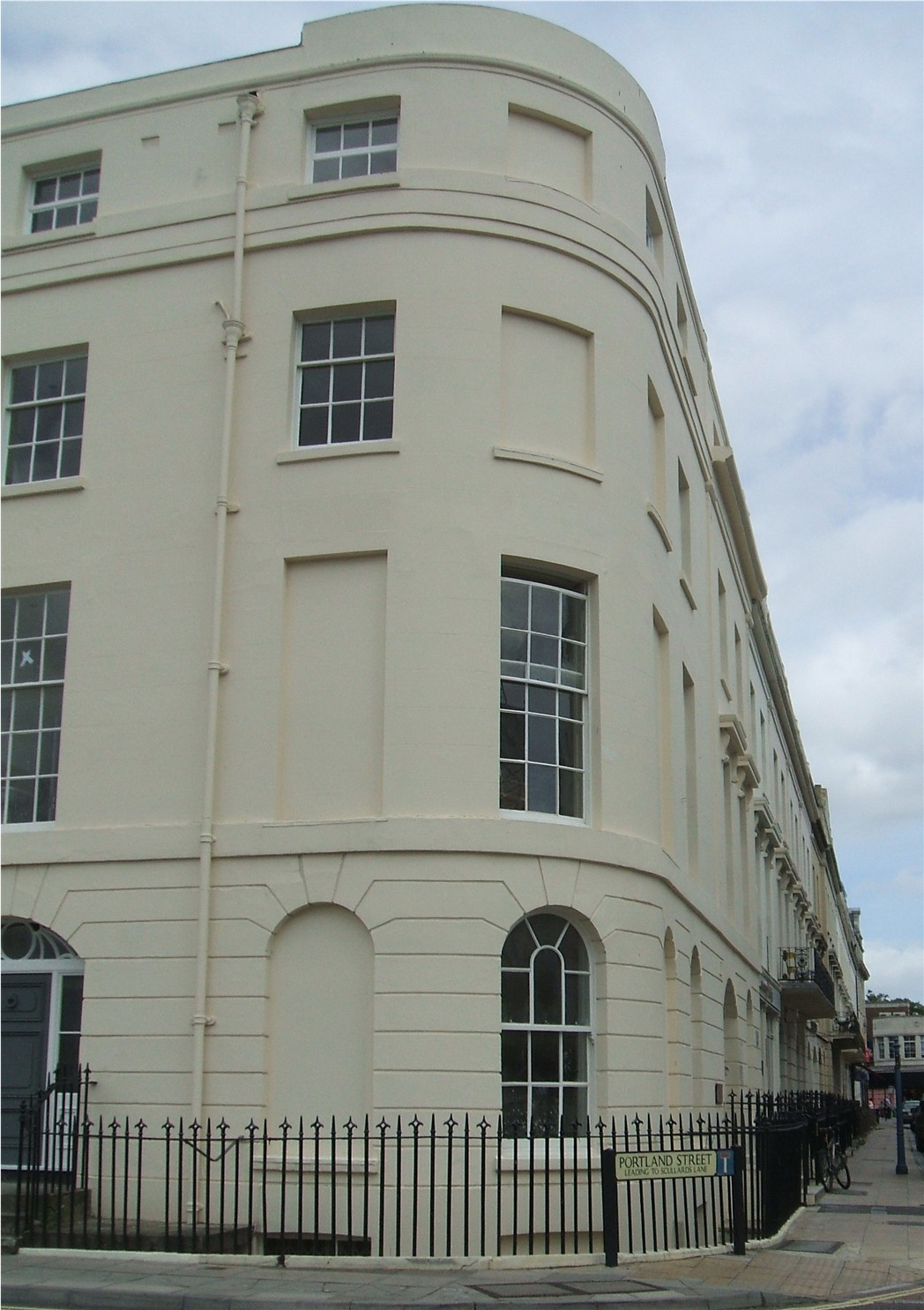
Wegen der Fenstersteuer zugemauerte Blindfenster in Southampton, England

In England wurde die Fenstersteuer (englisch window tax) zum ersten Mal 1695 erhoben, um die durch das Abfeilen von Münzen entgangenen Einnahmen zu ersetzen. Anfangs wurden für jedes Haus zwei Shilling erhoben, später wurden für Gebäude mit 10 bis 20 Fenstern vier Shilling und für mehr als 20 Fenster acht Shilling gezahlt. Als diese Gebühren immer mehr ausuferten, kam das sogenannte „Zustopfen“, also das Zumauern der Fenster, in Mode. Blindfenster und zugemauerte Fenster waren von der Steuer ausgenommen, sofern das Füllmaterial mit den angrenzenden Mauern harmonierte. Um Steuern zu sparen, mauerten deshalb immer mehr Hauseigentümer die Fenster ihrer Häuser zu, wodurch eine wachsende Zahl von Bürgern des Tageslichts beraubt wurden. Insbesondere in den ärmeren Stadtvierteln nahm dies mit der Zeit groteske Ausmaße an. Die in der Anfangszeit der Industrialisierung gebauten Mietskasernen waren wegen dieser Steuer nahezu fensterlos. Die zunehmend unbeliebte Steuer wurde 1851 abgeschafft.

## Frankreich

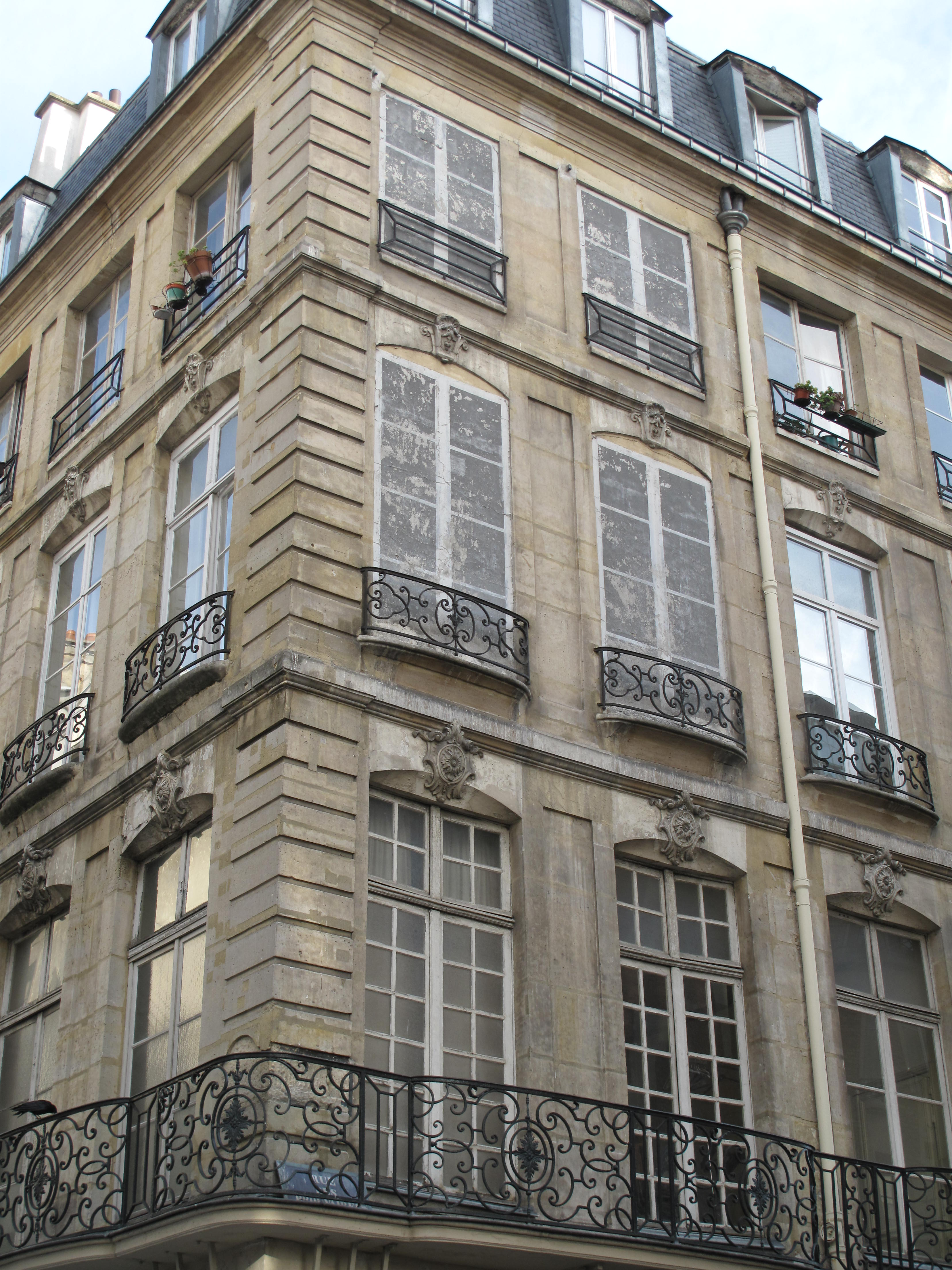
Blindfenster an einem Haus in Frankreich

In Frankreich gab es bis 1926 eine Tür- und Fenstersteuer (französisch Impôt sur les portes et fenêtres), die nur auf vermietbare Häuser angewendet wurde. Bei Vermietung oder willentlichem Leerstand wurde die Steuer erhoben. Landwirtschaftlich genutzte Räume, Keller, Dächer und im öffentlichen Dienst verwendete Räume wurden nicht gezählt. Die Steuer wurde vom Hauptmieter oder Eigentümer entrichtet, der sie von den Mietern nach deren Anteil wieder eintreiben konnte.
Es wird behauptet, dass infolge dieser Steuer die im 19. Jahrhundert in Frankreich gebauten Häuser meist nur ein bis drei Fenster hatten.
Im 1871 vom Deutschen Reich annektierten Reichsland Elsaß-Lothringen wurde die Tür- und Fenstersteuer 1895 abgeschafft.

## Deutschland
In Deutschland gab es die Tür- und Fenstersteuer ab 1798 in den von Frankreich 1797 besetzten linksrheinischen Gebieten (siehe Franzosenzeit) und ab 1811 auch im 1807 errichteten Königreich Westphalen. In dessen Hauptstadt Kassel erinnert heute noch die Fünffensterstraße nahe dem Rathaus an diese Zeit. 
Auch nach dem Ende der napoleonischen Fremdherrschaft in diesen Territorien behielten die dort wieder an die Macht gekommenen deutschen Landesherren diese Steuer zunächst bei, so z. B. in den preußischen Provinzen Niederrhein, Westfalen und Jülich-Kleve-Berg, in Kurhessen, und im hessen-darmstädtischen Rheinhessen.

## Niederlande
Die Fenstersteuer (niederländisch raam belasting) war Teil der „Personalsteuer“, welche den Mietwert, Türen, Fenster, Kamine, Mobiliar, Diener und Pferde besteuerte. Die Höhe der Steuer richtete sich nicht nach Größe der Öffnungen der Türen und Fenster, sondern nach Größe der Gemeinde: 40 Cent in kleineren Orten oder 1,10 Gulden in größeren. Angeblich wurde auch eine Gardinensteuer erhoben.

## Portugal
In Portugal wurde 2016 ein neues Gesetz erlassen, womit Fenster mit angenehmer Aussicht zu einer höheren Immobiliensteuer führen.